# Le Bourget-du-Lac
Le Bourget-du-Lac település Franciaországban, Savoie megyében. Lakosainak száma 5077 fő (2022. január 1.). Le Bourget-du-Lac Bourdeau, Meyrieux-Trouet, La Motte-Servolex, Saint-Paul-sur-Yenne, Tresserve, Verthemex, Viviers-du-Lac és Voglans községekkel határos.

## Népesség
A település népességének változása:
| Lakosok száma | 4533 | 4570 | 4813 | 4866 | 5018 | 4966 | 4911 | 4933 | 5077 |
|               | 2013 | 2015 | 2016 | 2017 | 2018 | 2019 | 2020 | 2021 | 2022 |